# وانگ لیچین
وانگ لیچین (انگلیسی: Wang Liqin؛ زادهٔ ۱۸ ژوئن ۱۹۷۸) یک بازیکن تنیس روی میز اهل جمهوری خلق چین است. 
وی در مسابقات کشوری و بین‌المللی در مجموع برنده ۱۹ مدال طلا، ۵ مدال نقره، ۱۳ مدال برنز شده‌است.